# Ahascragh
Ahascragh (irsky Áth Eascrach, v překladu Eskerský brod) je vesnice na východním okraji hrabství Galway v Irsku. Na východ od vesnice protéká říčka Bunowen. Přes vesnici prochází silnice R358.
| Růžice kompasu | Castleblakeney |         | Dysart      | Růžice kompasu |
| Růžice kompasu | Sever          |         |             | Růžice kompasu |
| Růžice kompasu | Ahascragh      |         |             | Růžice kompasu |
| Růžice kompasu | Jih            |         |             | Růžice kompasu |
| Růžice kompasu |                | Aughrim | Ballinasloe | Růžice kompasu |